# Ixora sivarajiana
Ixora sivarajiana är en måreväxtart som beskrevs av Pradeep. Ixora sivarajiana ingår i släktet Ixora och familjen måreväxter. Inga underarter finns listade i Catalogue of Life.